# Orčeva Luka
Orčeva Luka falu Bosznia-Hercegovinában, a Bosznia-hercegovinai Föderáció Una-Szanai kantonjában. Közigazgatásilag Velika Kladušához tartozik.

## Fekvése
Bosznia-Hercegovina északnyugati részén, Bihácstól légvonalban 39, közúton 56 km-re északra, Velika Kladušától légvonalban 7, közúton 10 km-re keletre levő dombos, erdős vidéken, a Velika Kladušát Bužimmal összekötő főúttól északra fekszik. 

## Népessége
| Nemzetiségi csoport | Népesség 1991 | Népesség 2013 |
| ------------------- | ------------- | ------------- |
| Szerb               | 1             | 0             |
| Bosnyák             | 699           | 459           |
| Horvát              | 1             | 9             |
| Jugoszláv           | 0             | 0             |
| Egyéb               | 5             | 119           |
| Összesen            | 706           | 587           |